# Cynanchum acuminatum
Cynanchum acuminatum là một loài thực vật có hoa trong họ La bố ma. Loài này được Humb. & Bonpl. ex Schult. mô tả khoa học đầu tiên năm 1820.